# Бахвалов, Николай Сергеевич
Никола́й Серге́евич Бахва́лов (29 мая 1934, Москва — 29 августа 2005, Москва) — советский и российский математик, специалист по вычислительной математике. Академик РАН (1991), заслуженный деятель науки Российской Федерации (1994).

## Биография
Родился 29 мая 1934 года в Москве в семье преподавателя, с 1935 года — профессора механико-математического факультета Московского университета С. В. Бахвалова (1898—1963).
Окончил 310-ю среднюю школу в Москве в 1950 году на два года раньше сверстников (при поступлении решением педсовета был зачислен сразу в третий класс).
Окончил механико-математический факультет МГУ в 1955 году (научные руководители: Сергей Константинович Годунов, Андрей Николаевич Колмогоров). Однокурсниками были В. А. Треногин, В. М. Алексеев. Под руководством А. Н. Колмогорова опубликовал в Докладах АН СССР, учась на третьем и четвёртом курсах, свои две первые научные работы.
В 1957 году окончил аспирантуру мехмата. Кандидат физико-математических наук (1958). Тема диссертации: «О составлении уравнений в конечных разностях при приближённом решении задачи Дирихле для уравнения Лапласа» (научный руководитель Сергей Львович Соболев).
В 1958 г. зачислен на должность ассистента кафедры вычислительной математики механико-математического факультета.
Доктор физико-математических наук (1964). Тема диссертации: «Об оптимальных на классах функций способах интегрирования с заданным числом узлов».
В 1966 году получил учёное звание профессора.
Профессор кафедры вычислительной математики механико-математического факультета МГУ (1966—1970 гг).
В 1970 постановлением Правительства СССР
на базе кафедры вычислительной математики мехмата и Вычислительного центра МГУ создаётся факультет Вычислительной Математики и Кибернетики — ВМК МГУ, и Николая Сергеевича приглашают на новый факультет.
Профессор кафедры вычислительной математики факультета ВМК МГУ (1970—1981 гг.).
С 1981 года заведующий кафедрой вычислительной математики механико-математического факультета МГУ.
В 1980 г. выдающийся учёный и организатор науки Гурий Иванович Марчук создал на правах академического института Отдел вычислительной математики АН СССР, преобразованный в 1991 г. в Институт вычислительной математики РАН
(с 2013 г. — ИВМ РАН имени Г. И. Марчука).
Для проведения фундаментальных исследований в области численного анализа и математического моделирования Г. И. Марчук одним из первых математиков пригласил Н. С. Бахвалова. Более двадцати лет Николай Сергеевич работал внешним сотрудником в институте, успешно совмещая научную деятельность с руководством кафедрой в университете.
Член-корреспондент Академии наук СССР с 1981 года.
Академик Российской академии наук с 1991 года.
Академик Международной академии наук Высшей школы.
Лауреат Государственной премии СССР (1985), лауреат Государственной премии России 2003 г. Награждён орденом «Знак Почёта» (1980), орденом Почёта (2005).
Удостоен звания «Заслуженный деятель науки Российской Федерации» в 1994 году.
Николай Сергеевич был членом Экспертного совета ВАК (1967—1973, 1975—1990 гг.) и специализированных советов по защите диссертаций;
членом редколлегий журналов «Доклады РАН», «Журнал вычислительной ма-тематики и математической физики», «Вестник Московского университета», «Известия ВУЗов», «Фундаментальная и прикладная математика», «Вычислительные методы и программирование», «Analysis», «Asymptotic Analysis», «Approximation Theory and Its Applications», «Numerical Mathematics», «Russian Journal of Numerical Analysis and Mathematical Modelling» и других. Более пятидесяти непосредственных учеников Николая Сергеевича Бахвалова защитили кандидатские диссертации, тринадцать стали докторами наук.
Учебные планы и программы, по которым как обучали, так и продолжают обучать студентов МГУ, были созданы при активном участии Николая Сергеевича: он был председателем методического совета факультета ВМК, а затем — механико-математического факультета;
внёс большой вклад в организацию специальности «прикладная математика», будучи председателем университетской подсекции Научно-методического совета Минвуза СССР (1970—1985 годы).
Скончался на 72-м году жизни 29 августа 2005 года. Похоронен на Перловском кладбище (1 уч.)

## Область научных интересов
Вычислительная и прикладная математика, численные методы, оптимизация алгоритмов, теория функций, математические проблемы механики неоднородных сред, в частности композитных материалов, задачи волновой физики,  теория осреднения процессов в периодических средах (Государственная премия 1985 г.), многосеточные методы решения уравнений эллиптического типа (Государственная премия 2003 г.).

## Публикации
Автор более двухсот научных публикаций и следующих монографий:
- Бахвалов Н. С. Численные методы, 2 изд. М. 1975.
- Бахвалов Н. С., Жилейкин Я.М., Заболотская Е.А.  Нелинейная теория звуковых пучков. — Москва, Наука, 1982.
- Бахвалов Н. С., Панасенко Г. П. Осреднение процессов в периодических средах — математические задачи механики композиционных материалов. 1984.
- Агошков В.И., Бабурин O.K., Князев A.B., Лебедев В.И., Шутяев В.П. Параллельные алгоритмы решения некоторых стационарных задач математической физики.  — Москва, ОВМ АН СССР, 1984.
- Бахвалов Н. С., Жидков Н. П., Кобельков Г. М. Численные методы. 2003.
- Бахвалов Н. С. (ред), Воеводин В. В. (ред) Современные проблемы вычислительной математики и математического моделирования. 2005 — в 2-х томах.
- Бахвалов Н. С., Лапин А.В., Чижонков Е.В.  Численные методы в задачах и упражнениях. — Москва, Высшая школа, 2000; 2-е издание: Москва, БИНОМ. Лаборатория знаний, 2010.